# Proboszczewice-Lućmierz
Proboszczewice-Lućmierz – jednostka pomocnicza gminy (osiedle) Zgierza położone w północno-zachodniej części miasta.

## Historia
W 1988 roku ówczesna wsie Proboszczewice i Lućmierz przyłączono do miasta.

## Lokalizacja
Zasięg terytorialny Osiedla Proboszczewice–Lućmierz obejmuje tereny między:
- od wschodu granica biegnie ulicą Ciosnowską do przecięcia z ulicą Łanową,
- granica północna pokrywa się z północną granicą administracyjną miasta Zgierza (fragment od skrzyżowania z ulicą Ciosnowską do skrzyżowania z ulicą Grotnicką),
- granica zachodnia pokrywa się z zachodnią granicą administracyjną miasta Zgierza (fragment od skrzyżowania z ulicą Grotnicką do skrzyżowania z ulicą Wiosny Ludów),
- granica południowa biegnie od skrzyżowania z ulicą Wiosny Ludów w kierunku północno-wschodnim dochodzi do torów PKP relacji Łódź Kaliska – Kutno i wzdłuż torów PKP dochodzi do ulicy Ciosnowskiej.